# Carcharodus
Carcharodus — рід денних метеликів родини головчаків (Hesperiidae).

## Таксономія
Традиційно до роду відносили вісім видів. У генетичному дослідженні 2020 року було визначено, що шість видів тісно пов’язані з видами роду Muschampia і були переведені до цього роду. У роді Carcharodus залишилося лише два види:
- Carcharodus alceae (Esper, 1780)
- Carcharodus tripolina (Verity, 1925)

## Поширення
Види роду поширені в Центральній і Південній Європі, Північній Африці та в помірній Азії від Північної Індії до Південного Сибіру.

## Опис
Невеликі метелики. Верхня поверхня крил складається зі складного мармурового візерунку в коричневих, бежевих і/або сірих тонах, з кількома напівпрозорими плямами на передньому крилі та часто білуватими плямами на задньому крилі. Край заднього крила фестончастий, а бахрома біла з темними вкрапленнями. Види важко ідентифікувати лише за зовнішніми ознаками.

## Спосіб життя
Метелики зустрічаються на луках, схилах із доріжками та інших сонячних теплих місцях. Вони літають на сонці і люблять відвідувати квіти, щоб випити нектару. Личинки живуть на різних травах з кількох родин рослин, включаючи Malvaceae і Lamiaceae.